# Igors Sokolovs
Igors Sokolovs (né le 17 août 1974 à Riga) est un athlète letton, spécialiste du lancer du marteau.

## Biographie
Le 9 mai 2015, il lance le marteau à 76,18 m à Riga.

## Performances
Son meilleur lancer est de 80,14 m, obtenu en 2009 (record national).

## Palmarès
| Année | Compétition     | Lieu          | Résultat | Marque  |
| ----- | --------------- | ------------- | -------- | ------- |
| 2009  | Finale mondiale | Thessalonique | 2e       | 79,32 m |